# Nhạc Trì
Nhạc Trì (tiếng Trung: 岳池县; bính âm: Yuèchí Xiàn) là một huyện thuộc địa cấp thị Quảng An, tỉnh Tứ Xuyên, Trung Quốc. Huyện là nơi sinh của cố lãnh tụ Đặng Tiểu Bình, người đặt nền móng cho nền kinh tế Trung Quốc hiện nay. Huyện có diện tích 1457 km² và dân số là 1.150.900 người.

### Trấn
| - Cửu Long (九龙镇) - Bình Than (坪滩镇) - Dậu Hoát (酉溪镇) - Cố Huyện (顾县镇) - Cẩu Giác (苟角镇) - Thạch Á (石垭镇) - La Độ (罗渡镇) - Trung Hòa (中和镇) - Hoa Viên (花园镇) | - Bạch Miếu (白庙镇) - Long Khổng (龙孔镇) - Trấn Dụ (镇裕镇) - Đồng Vĩnh (同兴镇) - Vĩnh Long (兴隆镇) - Tàn Khê (秦溪镇) - Thiên Bình (天平镇) - Kiều Gia (乔家镇) - Dụ Dân (裕民镇) |

### Hương
| - Trấn Long (镇龙乡) - Bài Lâu (排楼乡) - Đông Bản (东板乡) - Song Yên (双鄢乡) - Trưởng Điền (长田乡) - Ngư Phong (鱼峰乡) - Đại Thạch (大石乡) - Trại Long (赛龙乡) - Lâm Khê (临溪乡) - Tống Ba (粽粑乡) - Đoạn Kiều (断桥乡) - Tây Bản (西板乡) - Phổ An (普安乡) | - Đại Phật (大佛乡) - Phục Long (伏龙乡) - Bắc Thành (北城乡) - Gia Lăng (嘉陵乡) - Thạch Cổ (石鼓乡) - Bình An (平安乡) - Đoàn Kết (团结乡) - Khủng Long (恐龙乡) - Hoàng Long (黄龙乡) - Triều Dương (朝阳乡) - Hoa Bản (花板乡) - Kiều Phúc (齐福乡) |